# Paprika (Anime)
Paprika (jap. パプリカ, Papurika) ist ein Anime-Film aus dem Jahr 2006, der auf Yasutaka Tsutsuis gleichnamigem Roman basiert. Satoshi Kon führte Regie bei dem Science-Fiction-Film und schrieb gemeinsam mit Seishi Minakami auch das Drehbuch. Der Schnitt erfolgte durch Takeshi Seyama. Madhouse war für die Animation verantwortlich und Sony Pictures Classics produzierte und vertrieb den Film.
Paprika handelt von einer Psychotherapeutin, die an der Entwicklung eines neuartigen Gerätes beteiligt ist, das die genaue Untersuchung von Träumen ermöglicht. Das Gerät wird gestohlen und missbraucht, wodurch sich Realität und Traum vermischen.

## Handlung
In einer nahen Zukunft hat der übergewichtige Kōsaku Tokita eine revolutionäre psychotherapeutische Behandlungsmethode entwickelt. Dies ist ein Gerät mit dem Namen DC Mini und ermöglicht es dem Therapeuten die Träume des Patienten als Film aufzuzeichnen und zu analysieren. Dem Behandelnden ist es darüber hinaus möglich, mit den Träumen des Patienten zu interagieren und diese in bestimmte Richtungen zu lenken. Atsuko Chiba ist eine der Entwicklerinnen dieses Gerätes. Obwohl der DC Mini noch nicht vollständig entwickelt ist, benutzt Chiba das Gerät bereits auf Bitten ihres Chefs illegal, um einem Patienten zu helfen. Dabei agiert sie unter dem Alter Ego „Paprika“, das immer dann zum Vorschein kommt, wenn Chiba träumt. „Paprika“ ist lebhafter und spontaner als die seriös wirkende Chiba.
Ein Prototyp des DC Mini wird gestohlen. Der unbekannte Dieb benutzt ihn, um das Unterbewusstsein der Menschen zu manipulieren. Als immer mehr Menschen manipuliert werden, macht sich Chiba als „Paprika“ auf, um den Dieb zu finden und ihn zu stellen. Auch Tokitas Assistent wird manipuliert und schließlich auch ihr Chef Toratarō Shima, der Leiter der DC Mini-Entwicklung. „Paprika“ kann ihren Chef jedoch retten, woraufhin Seijirō Inui, der Vorsitzende des Labors, in dem der DC Mini entwickelt wurde, das Benutzen der DC Minis komplett verbietet.
Gemeinsam mit dem Ermittler Toshimi Konakawa, der auch ihr eingangs erwähnter Patient ist, machen sich Chiba, Tokita und Shima auf die Suche nach dem Dieb. Sie entdecken, dass Tokitas Assistent und Freund Himuro manipuliert worden ist. Tokita will Himuro alleine retten und wird dabei selbst manipuliert. Traum und Realität beginnen sich zunehmend zu vermischen, als Konakawa, Tokita und der Chef mit der Suche fortfahren.
Es stellt sich heraus, dass der Vorsitzende des Entwicklungslabors selbst der Dieb der DC Minis und der Manipulator ist. Dabei ist er allerdings nicht alleine und bekommt Unterstützung durch den deprimierten Mitarbeiter Morio Osanai. Er will die ganze Welt in seine Traumwelt bringen, um sie dort vollständig unter seiner Kontrolle zu haben. Der Vorsitzende beginnt mit der Verschmelzung der realen und der Traumwelt. Chiba (bzw. „Paprika“) trifft dort auf den manipulierten Tokita. Chiba gesteht dabei Tokita ihre verschwiegene Zuneigung und es gelingt ihr dadurch, Tokita wieder aus seinem Traum zu erwecken.
Als der Vorsitzende zu einer riesigen, dunklen Gestalt wird, stellt sich Chiba ihm gegenüber. Sie isst seine Traumwelt und ihn selbst auf, wodurch sie die Ordnung wiederhergestellt hat. Als Nebeneffekt ist auch die Behandlung von Konakawa, der ihr zwischendurch öfter hilfreich zur Seite stand, erfolgreich verlaufen. Er erlangt die Erkenntnis, dass Fiktion der Ursprung der Realität sein kann. Chiba teilt ihm mit, dass sie und Tokita heiraten werden. Konakawa geht das erste Mal seit Langem in ein Kino und sieht sich den Film Die träumenden Kinder an.

## Entstehung
Satoshi Kon hatte bereits 1998, nachdem er seinen Film Perfect Blue fertiggestellt hatte, die Idee, den Roman zu verfilmen. Weil die Produktionsfirma, mit der er damals das Projekt realisieren wollte, jedoch insolvent wurde, widmete er sich vorerst anderen Projekten.
Im Jahr 2003 traf sich Yasutaka Tsutsui, der Autor des Romans, mit Kon, um ihn als Regisseur für eine Animeadaption seines Romans zu gewinnen. Kon willigte ein und noch während der Produktion seiner Fernsehserie Paranoia Agent (2004) begannen Kon und das Animationsstudio Madhouse mit den Vorbereitungen zu Paprika.
Bei Paprika verwendete Satoshi Kon erstmals auch 3D-Animationen neben seinen handgezeichneten Zeichentrickanimationen. Die Musik komponierte Susumu Hirasawa, der bereits als Komponist an Kons Arbeiten Millennium Actress und Paranoia Agent beteiligt war.

## Veröffentlichungen
Die Premiere des Filmes fand am 2. September 2006 im Rahmen der 63. Internationalen Filmfestspiele von Venedig statt. Es folgten Aufführungen bei weiteren Filmfestivals, unter anderem auf dem Tokyo International Film Festival.
Am 21. Oktober 2006 kam der Film in die japanischen Kinos. Im Mai 2007 erschien er in Japan auf DVD, der die deutsche Ausgabe am 23. August 2007 folgte. Die DVD weist insgesamt drei Tonspuren (deutsch, englisch, japanisch) in Dolby Digital 5.1 sowie Untertitel in 22 Sprachen auf. Zusätzlich sind ebenfalls noch Audiokommentare des Regisseurs enthalten.
Am 28. März 2024 erschien in Deutschland eine restaurierte 4KUHD-Fassung.

## Synchronisation
Der Film wurde bei der Scalamedia in München vertont. Peter Woratz schrieb das Dialogbuch und führte die Dialogregie.
| Rolle                  | Japanischer Sprecher (Seiyū) | Deutscher Sprecher  |
| ---------------------- | ---------------------------- | ------------------- |
| Atsuko „Paprika“ Chiba | Megumi Hayashibara           | Veronika Neugebauer |
| Toshimi Konakawa       | Akio Ōtsuka                  | Gudo Hoegel         |
| Toratarō Shima         | Katsunosuke Hori             | Horst Sachtleben    |
| Kōsaku Tokita          | Tōru Furuya                  | Martin Halm         |
| Morio Osanai           | Kōichi Yamadera              | Philipp Brammer     |
| Seijirō Inui           | Tōru Emori                   | Manfred Erdmann     |
| Hajime Himuro          | Daisuke Sakaguchi            | Kai Taschner        |

## Musik
Paprika Original Soundtrack (「パプリカ」オリジナルサウンドトラック, "Papurika" Orijinaru Saundotorakku) wurde am 23. November 2006 unter dem Label TESLAKITE veröffentlicht. Komponiert wurde die Filmmusik von Susumu Hirasawa. Der CD wurde ein Bonusfilm beigelegt.
Der Soundtrack ist eine der ersten Filmmusiken, bei dem Vocaloid (Lola als "Voicebank") für den Gesang verwendet wurde. Es ist auch das letzte von Hirasawas Alben, bei dem ein Amiga-Computer für die Komposition verwendet wurde. Alle MIDI-Daten wurden über einen Amiga 4000 sequenziert.
| Nr. | Titel | Länge |
| --- | --- | ----- |
| 1   | "Parade" (パレード Parēdo) | 5:45  |
| 2   | "Mediational Field" (媒介野 Baikaiya) | 4:59  |
| 3   | "A Blind Spot in a Corridor" (回廊の死角 Kairō no Shikaku)                                                                                             | 1:59  |
| 4   | "Welcome to the Circus" (サーカスへようこそ Sākasu e Yōkoso)                                                                                           | 1:00  |
| 5   | A Tree in the Dark" (暗がりの木 Kuragari no Ki) | 1:26  |
| 6   | "Escapee" (逃げる者 Nigeru Mono) | 3:14  |
| 7   | "Lounge" | 2:05  |
| 8   | "The Shadow" (その影 Sono Kage) | 3:19  |
| 9   | "A Drop Filled with Memories" (滴いっぱいの記憶 Shizuku Ippai no Kioku)                                                                                | 4:39  |
| 10  | "Chaser" (追う者 Ou Mono) | 3:03  |
| 11  | "Prediction" (予期 Yoki) | 1:44  |
| 12  | "Parade" (パレード Parēdo) (instrumental) | 5:51  |
| 13  | "The Girl in Byakkoya – White Tiger Field" (白虎野の娘 Byakkoya no Musume) (Paprika Ending Theme) (パプリカ・エンディングテーマ Papurika Endingu Tēma) | 4:47  |
| 14  | "The Girl in Byakkoya – White Tiger Field" (白虎野の娘 Byakkoya no Musume) (short movie) (extra track)                                                 | 2:35  |

## Rezeption
Die New York Times schrieb, der Film sei ein „den Verstand verdrehendes, die Augen kitzelndes Wunder“: „In Paprika, einem großartigen Tumult aus Zukunftsschock-Ideen und intelligent animierter Symbolik, schließen die Pforten der Wahrnehmung nie.“
In Die Welt bezeichnete Peter Zander den Film als eine wilde Mischung aus „Nippon-G[h]ibli-Look und MTV-Ästhetik“.
In der Kinofilmwelt des Kinder- und Jugendfilmzentrums heißt es:

„[Satoshi Kon] lässt seine Hauptdarstellerin als Alice ins Wunderland hinter den Spiegeln des Bewusstseins taumeln, um zum guten Schluss der Expedition durch monströse Märchenwelten wieder bei der Allmachtsphantasie und den bekannten Motiven der Erlösung zu landen. Seine mit Witz, Ironie und vielen Filmzitaten gespickte Odyssee durchs Unterbewusste und durch unsere Medienwelt ist eine intelligente, mitreißende und knallbunte Frage nach Identität – auch wenn schließlich nicht alle Fäden entwirrt, nicht alle Symbole aufgelöst werden. Oder vielleicht gerade deshalb.“